# Yona, fille de la Préhistoire
Yona, fille de la Préhistoire est une saga en 12 tomes de littérature d'enfance et de jeunesse écrite par Florence Reynaud. Elle se déroule au Paléolithique supérieur, 20 000 ans avant notre ère, et met en scène Yona, âgée de douze ans, une jeune fille  possédant des talents de guérisseuse qu'elle met au service d'hommes et d'animaux.
Ces ouvrages sont exploités à des fins pédagogiques.

## Tomes
- Le Clan des loups
- Dent de lion
- La Grotte des chamans
- Le Retour de Yona
- L'Enfant de la nuit
- Les Chevaux des roches
- Le Grand Chagrin de Yona
- Le Voyage au bout du monde
- La Horde des loups
- Le Vallon maudit
- Les Ours de neige
- Le Dieu cheval